# 보나루 뮤직 페스티벌
보나루 뮤직 페스티벌(Bonnaroo Music Festival 또는 Bonnaroo Music and Arts Festival)은 슈퍼플라이 프레젠츠와 AC 엔터테인먼트가 개발하고 설립한 미국의 연례 4일 음악제이다. 2002년 첫 해부터 현재 테네시주 맨체스터에 있는 700에이커(280헥타르) 규모의 농장에 있는 그레이트 스테이지 파크(Great Stage Park)에서 개최되었다. 축제는 일반적으로 6월 두 번째 목요일에 시작하여 4일간 지속된다. 2020년에는 코로나19 범유행으로 인해 취소됐고, 2021년에는 허리케인 이다로 인한 폭우로 캠프장이 침수돼 취소된 것을 제외하고는 매년 개최돼 왔다. 이번 음악제의 주요 볼거리는 인디 록, 클래식 록, 월드 뮤직, 힙합 음악, 재즈, 아메리카나 음악, 블루그래스, 컨트리 음악, 포크 음악, 복음성가, 레게, 팝 음악, 전자 음악, 기타 얼터너티브 음악 등 다양한 음악 스타일의 라이브 음악이 선보이는 여러 무대이다. 뮤지컬 공연은 일찍 도착한 사람들을 위해 수요일 저녁에 시작되고, 축제 기간 내내 계속된다. 매일 정오에 공연이 시작되며, 일부 무대에서는 해가 뜰 때까지 축제 참석자들을 즐겁게 한다.
이 음악제는 2003년 롤링 스톤(Rolling Stone) 매거진에 의해 "로큰롤을 변화시킨 50가지 순간", 컨시퀀스 오브 사운드(Consequence of Sound)가 선정한 "10년의 페스티벌", GQ 매거진이 선정한 10대 페스티벌 중 하나로 선정되었다.

## 연도별 참석자 수
- 2002: 70,000[1]
- 2003: 80,000[2]
- 2004: 90,000[3]
- 2005: 76,000[1]
- 2006: 80,000[1]
- 2007: 80,000[1]
- 2008: 70,000[4]
- 2009: 75,000–80,000[4]
- 2010: 75,000[5]
- 2011: 80,000[6]
- 2012: 100,000[7]
- 2013: 90,000[8]
- 2014: 90,000+ (추정)[9]
- 2015: 74,000[10]
- 2016: 45,500[10]
- 2017: 65,000[11]
- 2019: 80,000[12]
- 2020: 0 (코로나19 범유행으로 인한 취소)
- 2021: 0 (허리케인 이다 홍수로 인한 취소)
- 2022: 40,000[13]
- 2023: 85,000[14]

## 같이 보기
- 록 페스티벌